# ده محسن (خرم‌آباد)
ده محسن محله در جنوب شهرستان خرم‌آباد در استان لرستان ایران است.

## جمعیت
این روستا در دهستان کرگاه غربی قرار دارد و براساس سرشماری مرکز آمار ایران در سال ۱۳۸۵، جمعیت آن ۳٬۲۶۷ نفر (۶۱۱خانوار) بوده‌است.